# 잉글랜드-스코틀랜드 전쟁

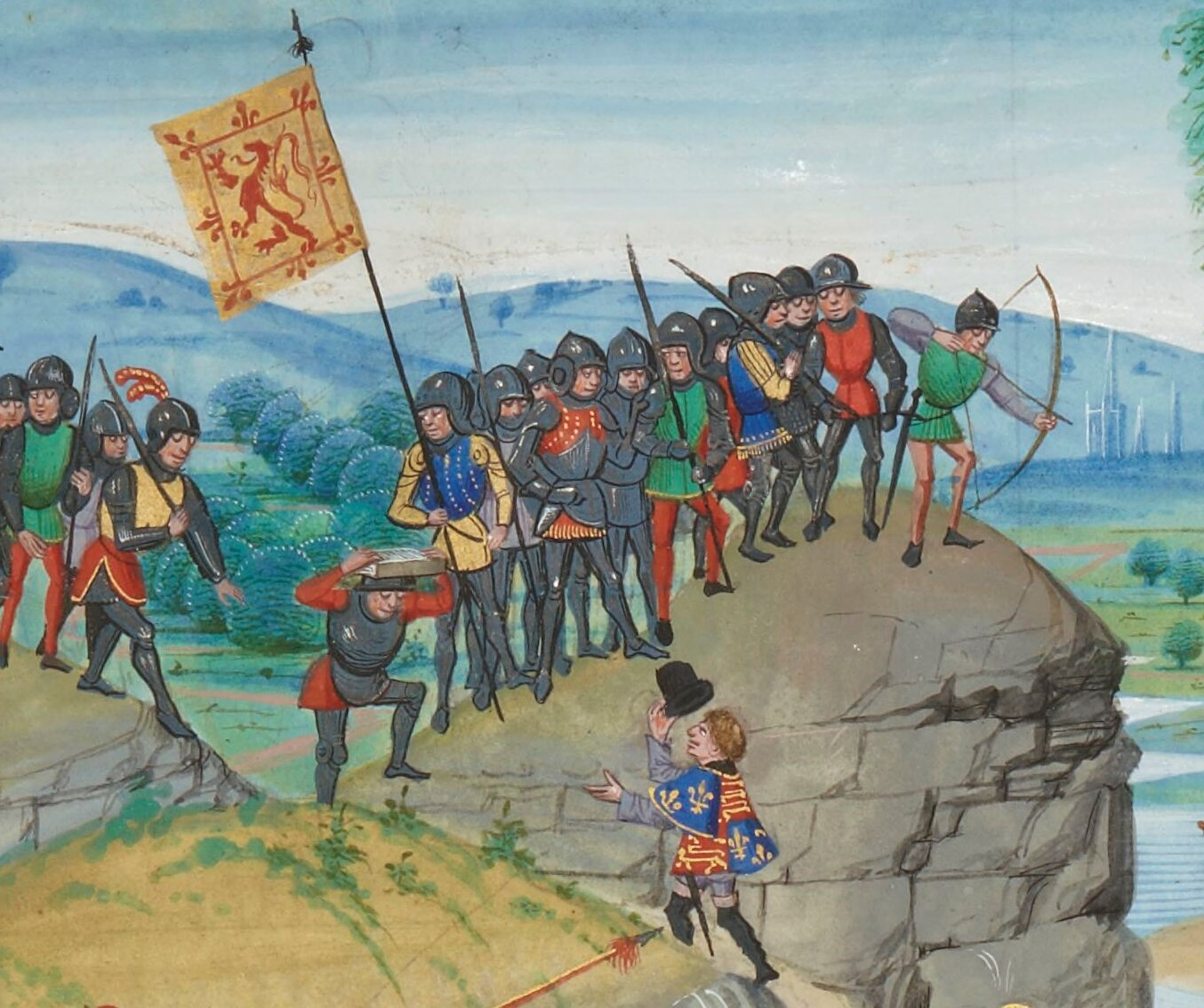
15세기 삽화에 영국의 헤럴드가 스코틀랜드 병사들 무리에 접근하는 모습

잉글랜드-스코틀랜드 전쟁은 14세기 초 스코틀랜드 독립 전쟁 시기부터 16세기 후반까지 잉글랜드 왕국과 스코틀랜드 왕국 사이에 계속 벌어진 다양한 전투를 포함한다.
스코틀랜드가 잉글랜드 플랜태저넷 왕조 국왕의 두 차례 정복 시도에 저항했던 독립 전쟁은 각각 1328년과 1357년 조약으로 공식적으로 끝났지만, 양국 관계는 여전히 불안정했다. 리처드 2세와 헨리 4세 치하에서도 잉글랜드 국왕의 스코틀랜드 침입은 계속되었고, 비공식적인 국경 분쟁은 만연했다. 국경에서의 공식적인 분쟁 지역으로는 록스버러성과 베릭어폰트위드 항구와 같이 잉글랜드 점령 하에 남아있는 곳들이 있었다. 록스버러는 1460년 제임스 2세가 같은 전역에서 사망한 후 헬데른의 마리의 지휘 아래 스코틀랜드인들이 탈환했다. 마찬가지로, 그들은 랭커스터가의 지지를 대가로 1461년에 베릭을 점령했다. 베릭은 과거에 여러 차례 주인이 바뀌었으며, 한 나라가 다른 나라의 약점이나 불안정을 이용하려 하면서 내전에서 한쪽 편을 들었고, 이는 1482년 요크가의 글로스터 공작 리처드에 의해 스코틀랜드 항구가 잉글랜드에 최종 점령되는 것으로 절정에 달했다.
장미 전쟁 동안 잉글랜드가 내전에 몰두하고 스코틀랜드가 랭커스터가에 도움을 준 것이 15세기 동안 북부 이웃 국가의 상대적인 회복에 기여했을 수 있으며, 16세기 첫 10년이 되자 제임스 4세와 헨리 7세는 스코틀랜드의 동맹국인 프랑스와 함께 보스워스 전투에서 후자를 도운 후 영구적인 평화를 위한 제스처를 취했다. 이는 좀 더 노골적으로 호전적인 헨리 8세가 잉글랜드 왕위에 오르고 제임스 4세가 1513년 노섬브리아 왕국을 재앙적으로 오판하여 침입하여 플로든 전투로 끝났을 때 깨졌다. 30년 후, 1542년 제임스 5세의 사망 후, 허트퍼드 백작 휘하의 잉글랜드 침략군에 의한 이른바 '난폭한 구애'는 스코틀랜드에 명백한 파괴를 가져왔다. 독립 국가로서 스코틀랜드와 잉글랜드 간의 마지막 대규모 전투는 1547년 9월의 핑키 전투였다. 그럼에도 불구하고 전투와 갈등의 시기는 계속되었다.
프랑스는 잉글랜드-스코틀랜드 전쟁 기간 내내 중요한 역할을 했다. 백년 전쟁 (1337–1453) 동안 프랑스 땅에 있던 스코틀랜드와 잉글랜드 병사들은 일반적으로 서로 반대편에서 싸웠는데, 스코틀랜드인들은 올드 동맹 아래 잉글랜드에 대항하여 프랑스 편에 섰다. 이후 프랑스는 종종 스코틀랜드를 위해 스코틀랜드 땅에 개입하기도 했다. 이 프랑스의 개입은 16세기 후반에 이르러 모든 측면에서 점점 더 복잡한 정치적 결과를 초래했다.
잉글랜드-스코틀랜드 전쟁은 1603년 왕관 연합으로 공식적으로 끝났다고 볼 수 있는데, 이때 잉글랜드와 스코틀랜드는 두 왕관을 물려받은 제임스 6세와 1세 아래에서 동군연합을 이루었다. 그럼에도 불구하고 두 국가 간의 피비린내 나는 갈등은 17세기 내내 다른, 더 복잡한 모습으로 계속 발생했다.

## 스코틀랜드와 잉글랜드 간의 국경 전쟁

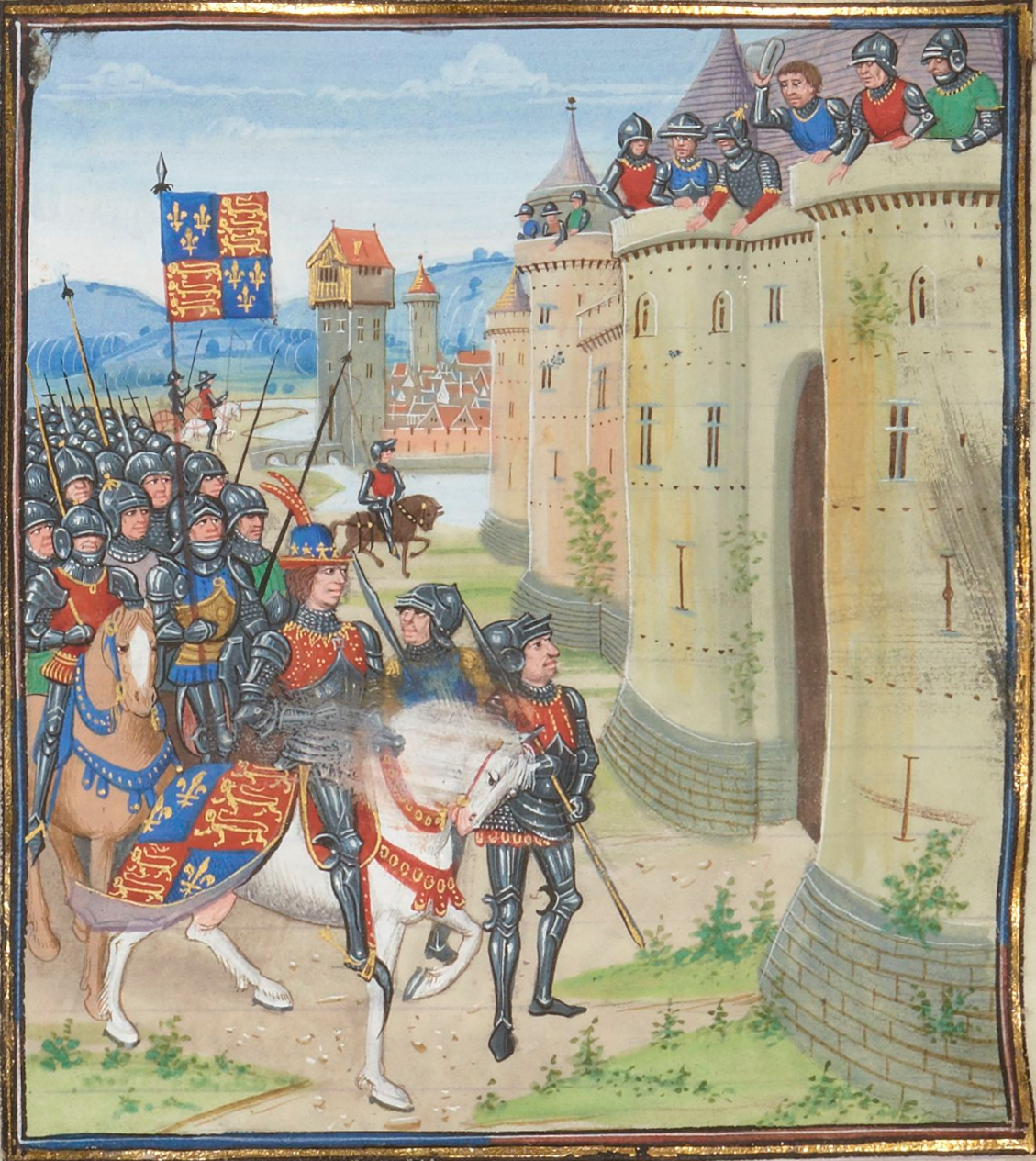
1482년 베릭어폰트위드의 잉글랜드군

15세기 중반, 잉글랜드와 스코틀랜드 국경에서는 많은 분쟁이 있었는데, 가장 두드러진 것은 1448년의 사크 전투였다. 이 전투들은 잉글랜드의 지속적인 프랑스 원정과 발루아가를 지지하려는 스코틀랜드의 시도로 인해 발생했다.

## 플로든 전역
헨리 8세 치하의 잉글랜드는 1512년 (더 큰 분쟁인 캉브레 동맹 전쟁의 일부로) 프랑스에 선전포고했다. 제임스 4세는 프랑스와의 동맹을 이행하기 위해 잉글랜드를 침공했다 (헨리의 여동생 마거릿과 결혼했음에도 불구하고). 1513년, 국경 지역 주민들의 예비 습격이 실패한 후, 제임스의 주력군이 잉글랜드를 침공했다. 그의 포병은 노럼과 워크와 같은 잉글랜드 성들을 빠르게 진압했다. 그러나 제임스는 서리 백작 휘하의 잉글랜드군에게 공개적인 야전 전투를 공식적으로 도전했고, 그 후 자신의 진지를 요새화했다. 이러한 기사도 부족은 서리가 제임스에게 자비가 주어지거나 받아들여지지 않을 것이라고 경고하게 만들었다. 서리의 군대는 스코틀랜드군을 우회하여 스코틀랜드 북쪽으로 향하는 길을 열기 위해 공격을 시작했다. 그 결과 재앙적인 플로든 전투에서 제임스 4세는 많은 귀족과 젠트리와 함께 사망했는데, 이를 "숲의 꽃들"이라 불렀다.

## 1514년~1523년
제임스 5세는 아버지의 죽음 당시 겨우 한 살 된 유아였다. 스코틀랜드 귀족들 사이의 여러 파벌들은 권력과 어린 왕의 양육권을 두고 다투었다. 헨리 8세는 그들 중 일부를 은밀히 부추겼고, 잉글랜드 군대와 일부 잉글랜드 및 명목상 스코틀랜드의 국경 습격자 가문들은 스코틀랜드 당국에 압력을 가하기 위해 스코틀랜드 남서부를 반복적으로 약탈하고 약탈했다.
결국 앵거스 백작 파벌이 통제권을 얻은 후, 잉글랜드와 스코틀랜드 사이에 평화로운 관계가 회복되었다. (헨리가 누그러진 이유 중 일부는 그가 스코틀랜드에서 야기했던 무질서가 국경 남쪽으로 번질 위험이 있었기 때문이다.)

## 솔웨이 모스 전역
제임스 5세가 성인이 되어 통치권을 장악하자, 그는 앵거스 파벌을 전복시키고 프랑스와의 올드 동맹을 갱신했다. 그는 처음에 프랑수아 1세의 딸인 발루아의 마들렌과 결혼했으며, 그녀가 몇 달 후 결핵으로 사망하자 기즈의 마리와 결혼했다. 잉글랜드와 스코틀랜드 간의 긴장은 다시 고조되었는데, 이는 헨리가 이미 로마 가톨릭교회와 결별하고 수도원 해체를 시작한 반면, 제임스는 로마를 고수하고 추기경 데이비드 비튼과 같은 강력한 고위 성직자들에게 권한을 부여했기 때문이다.
1541년에 전쟁이 발발했다. 다시 예비 국경 분쟁이 있었지만, 제임스가 대규모 군대를 잉글랜드로 보냈을 때, 그 지휘부는 약하고 분열되어 솔웨이 모스 전투에서 굴욕적인 패배를 겪었다.

## 난폭한 구애
제임스는 패배 직후 사망했다. 다시 스코틀랜드의 군주는 유아였는데, 이번에는 스코틀랜드의 메리 여왕이었다. 헨리는 분열된 스코틀랜드를 동맹으로 압박하고, 메리를 그의 아들 에드워드 6세와 결혼시키려 했다 ("난폭한 구애"). 데이비드 비튼 추기경이 스코틀랜드 정부의 통제권을 얻고 프랑스와의 동맹을 갱신하자, 헨리는 1544년에 에드워드의 삼촌인 허트퍼드 백작 휘하의 군대를 보내 에든버러를 불태우고 스코틀랜드 남부 전역에 파괴와 학살을 일으켜 마음을 바꾸게 유도했다. 다음 해에도 전역이 계속되었지만, 일부 스코틀랜드 파벌들이 화해하고 앵크럼 무어 전투에서 승리하여 잉글랜드의 공격을 일시적으로 중단시켰다.
헨리는 1547년에 사망했다. 이제 보호자이자 서머싯 공작이 된 허트퍼드는 동맹을 강제하고 스코틀랜드에 영국 성공회 교회를 강요하려는 시도를 갱신했다. 그는 핑키 전투에서 큰 승리를 거두었지만, 메리는 도팽 프랑수아와 약혼시키기 위해 프랑스로 몰래 빼돌려졌다. 전투는 몇 년 더 계속되었는데, 특히 해딩턴 공성전에서 그러했으며, 프랑스 군대가 스코틀랜드인들을 도왔다. 영구적인 평화 없이는 서머싯 정권은 전쟁 비용을 감당할 수 없었다. 그는 전복되었고 결국 처형되었다.

## 스코틀랜드의 종교개혁
핑키 전투는 1603년 왕관 연합 이전에 잉글랜드와 스코틀랜드 간의 마지막 대규모 전투였다. 비튼은 1546년에 살해되었고, 몇 년 안에 스코틀랜드는 주요 종교개혁을 겪었는데, 이는 대부분의 유럽 국가들과 달리 놀랍도록 평화로웠고 반종교개혁에 의해 심각하게 위협받지 않았다. 비록 이웃 잉글랜드는 메리 1세 여왕 치하에서 반종교개혁을 겪었지만 말이다. 한동안 양국은 내부 문제로 인해 산만했다. 결국 엘리자베스 1세가 잉글랜드를 통치하고 안정을 회복했다.
스코틀랜드는 여전히 분열되어 있었다. 여왕 어머니인 기즈의 마리 휘하의 가톨릭 파벌은 리스와 에든버러를 장악했다. 엘리자베스는 함대를 사용하여 가톨릭 교도를 봉쇄하고 프랑스의 지원이 그들에게 도달하는 것을 막음으로써 개신교 파벌의 승리를 확보할 수 있었다.
16세기 후반에는 개신교도로 자랐고 스코틀랜드의 메리 여왕의 아들인 제임스 6세가 엘리자베스의 사망 시 잉글랜드의 왕이 될 것이라는 가능성으로 인해 평화가 확보되었다. 국경 습격자들로부터 끊임없는 문제가 있었지만, 엘리자베스는 개신교 이웃과 싸우기보다는 그들의 약탈조차 용서하는 경향이 있었다.

## 같이 보기
- 잉글랜드와 스코틀랜드 간의 전투 목록

## 추가 자료
- Dupuy, Ernest R. and Dupuy, Trevor N. The Encyclopedia of Military History from 3500 B.C. to the Present. Revised ed. New York: Harper & Row Publishers, 1977.
- Fraser, George MacDonald. The Steel Bonnets, HarperCollins, 1971, ISBN 0-00-272746-3
- Lynch, Michael, ed. The Oxford companion to Scottish history (2007.
- Mackie,  R. L. A History of Scotland. (2nd ed. 1978)
- Paterson, Raymond Campbell. My Wound is Deep: History of the Anglo-Scottish Wars, 1380–1560  (1997)
- Phillips, Gervase. The Anglo-Scots Wars, 1513-1550: A Military History (Boydell Press, 1999).
- Sadler, John. Border Fury: England and Scotland at War, 1296–1568, Longman, 2004.